# Dentilabus rufipes
Dentilabus rufipes là một loài tò vò trong họ Ichneumonidae.